# Siri Öhngren
Siri Carolina Öhngren, gift  Öhngren-Hallström, född 21 januari 1883 i Själevads församling, Örnsköldsvik, död 23 december 1944 i Saltsjöbaden, var en svensk lärare. Hon verkade som lektor i biologi med hälsolära och geografi på folkskollärarseminariet i Umeå.

## Biografi
Siri Öhngren var äldsta dotter till grosshandlaren och den liberale riksdagsmannen Henrik Öhngren och hans maka Eva, född Augustin. Hon hade sex bröder och en syster. Siri Öhngrens uppväxt präglades av det samhällsengagemang som främst fadern stod för. När den kvinnliga rösträtten 1908 debatterades i staden var det Siri Öhngren som inledde om ”kvinnans rättmätiga anspråk”.
Efter några skolår i Örnsköldsvik flyttade Siri Öhngren som 13-åring till Stockholm för att gå på Palmgrenska skolan där hon 1901 avlade studentexamen med skolans högsta betyg. Snabbt fick hon en yrkesutbildning vid folkskollärarinneseminariet i Umeå där hon utexaminerades 1902, varefter hon under åtta års tid arbetade som lärare på olika skolor i Örnsköldsvik. Från hösten 1910 ägnade hon sig åt naturvetenskapliga studier vid Stockholms högskola. Hon avlade licentiatexamen 1917 i biologi och geografi, och i september 1919 förordnades hon av Kungl. Maj:t till ämneslärare och lektor i biologi med hälsolära och geografi vid folkskollärarseminariet i Umeå. Hon var huvudansvarig för biologiinstitutionen under de 25 år hon arbetade vid seminariet med stort ansvar för sina studenter.
Siri Öhngren var av och till tjänstledig för olika uppdrag. I september 1921 tillbringade hon en månad i Lycksele lappmark för att besöka olika folkskolor och 1922 gjorde hon en studieresa till England. Hon hyste ett starkt intresse för seminaristernas läromedel och blev 1925 tillfrågad av Norstedts förlag om hon ville skriva en lärobok i biologi, något som emellertid rann ut i sanden på grund av sjukdom. Även hälsolära med sexualundervisning engagerade henne och de perioder då hon var sjukskriven oroade hon sig för om seminaristerna fick adekvat undervisning. Hon var även engagerad i skolans trädgård. Under sina studier hade hon byggt upp ett herbarium och hon hade också tillgång till en stor insektssamling som hon månade om.
Siri Öhngren var politiskt engagerad som ordförande för Frisinnade kvinnor i Umeå. Hon var även medlem i föreläsningsföreningen Minerva där hon från 1923 var ordförande under ett antal år. År 1922 konstituerades en avdelning av Fredrika Bremer-förbundet i Umeå. Bland de sammankallande fanns Siri Öhngren som valdes till ordförande i februari 1923. Hon valdes till representant för förbundets årsmöte i Stockholm 1934 och satt i förbundsstyrelsen under åren 1937–1940, då hon avsade sig omval.
Siri Öhngren gifte sig borgerligt i Uppsala rådhus i juni 1924 med den i Umeå välkände advokaten Sven Hallström, högerman och under några år på 1930-talet en av Umeås organiserade nazister. Genom äktenskapet fick hon ansvar för makens fem barn, vars mor avlidit 1919 då det yngsta barnet endast var två år gammalt. Trots sitt nya civilstånd och ett hastigt påkommet föräldraskap kunde Siri Öhngren fortsätta med både arbete och föreningsengagemang eftersom paret Hallström hade husa, barnflicka och husmor i hemmet.
År 1936 blev ett svårt år för Siri Öhngren. Sven Hallström hade då ett av många förhållanden utanför äktenskapet. Denna gång lovade han ett gemensamt liv med den aktuella kvinnan. Siri Öhngren ansökte om skilsmässa i november 1936 och flyttade till en lägenhet som hon delade med en väninna. Under hösten hade hon periodvis varit tjänstledig, vistats på vilohem och hon övervägde även att flytta från Umeå. Hon ansökte i december 1936 om att återfå sitt flicknamn Öhngren. Trots all dramatik var Sven Hallström och Siri Öhngren åter samboende ett år senare.
Siri Öhngren var tjänstledig vårterminen 1939 och avgick som ordförande i den lokala avdelningen av Fredrika Bremer-förbundet samma år efter en svår sjukdomsperiod. Hon hade sedan länge en bräcklig hälsa med flera kroniska sjukdomar. I november 1942 hittades Siri Öhngren medvetslös i hemmet efter en fallolycka. Hennes högerhand blev efter fallet väsentligt invalidiserad och hon fick problem med båda ögonen, vilket påverkade hennes arbetsförmåga.
Siri Öhngren avled 1944. Begravningen ägde rum i Heliga Korsets kapell på Skogskyrkogården och i augusti 1945 fördes urnan till Norra begravningsplatsen i Solna och den hallströmska familjegraven där Sven Hallströms första hustru redan var gravsatt.